# Neue Synagoge (Tarnów)

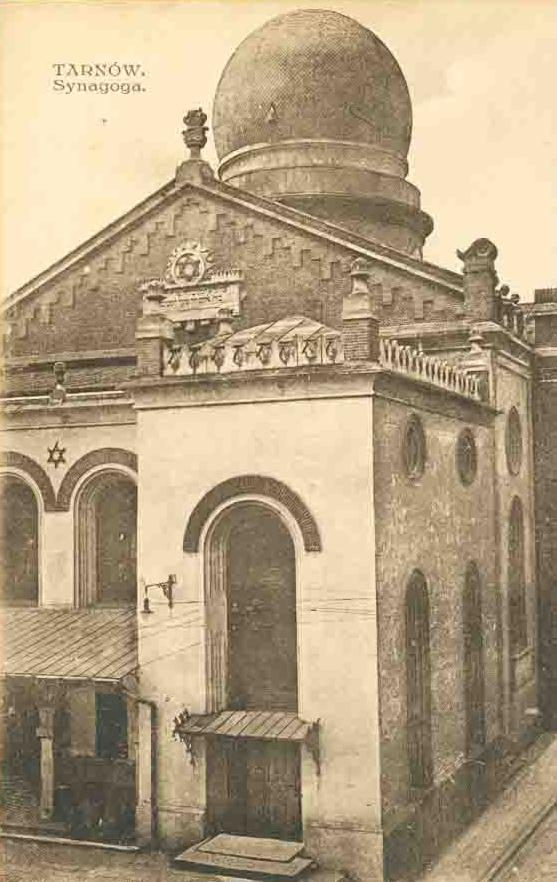
Die Neue Synagoge von Tarnów

Die Neue Synagoge von Tarnów (polnisch: Nowa Synagoga w Tarnowie) befand sich an der Ecke der Straßen Nowa und Waryńskiego in der galizischen Stadt Tarnów. Das Bauwerk wurde von dem Krakauer Architekten Władysław Ekielski entworfen.

## Geschichte
Der Bau der Synagoge begann im Jahr 1865 (damals gehörte Tarnów zu Österreich-Ungarn), wurde aber bald wegen Geldmangel für mehrere Jahrzehnte gestoppt. Die Bauarbeiten wurden schließlich erst im Jahr 1908 abgeschlossen. Die Synagoge wurde am 18. August 1908, zum 78. Geburtstag des Kaisers Franz Joseph I., offiziell eröffnet – weshalb sie auch Franz-Joseph-Synagoge oder Neue Jubiläumssynagoge genannt wurde.
Im November 1939 wurde sie in Brand gesteckt; das Feuer brannte drei Tage, die Konstruktion fiel aber nicht zusammen. Einige Tage später wurde das ausgebrannte Gebäude gesprengt.
Im September 1993 brachte der Ausschuss für den Schutz der Denkmäler der jüdischen Kultur in Tarnów eine Gedenktafel an einem Gebäude an der Ecke Nowa/Waryńskiego an, mit der in polnisch und englisch verfassten Inschrift: „Hier stand die größte Synagoge, bekannt als die "Neue Synagoge".“

## Architektur
Das Gebäude aus Backstein wurde auf einem rechteckigen Grundriss errichtet und war dreischiffig. Markant war die bauchige Goldkuppel, die die Stadt überragte.